# اليوم العالمي للتصدي ضد التنمر
اليوم العالمي للتصدي ضد التنمر هو حدثٌ نصف سنويٌ خاص حيث يوقع المشاركون ويرتدون «قميص تعهدٍ» ورديًا لاتخاذ موقفٍ مرئيٍ وعلنيٍ ضد التنمر. يُقام الحدث في المدارس ومقرات العمل والمؤسسات في 25 دولة حول العالم في الجمعة الثالثة من شهر نوفمبر ليتزامن مع أسبوع مكافحة التنمر، ومرةً أخرى في الجمعة الأخيرة من فبراير.

## تاريخيًا
أُقيم أول يوم عالمي للتصدي ضد التنمر في فبراير 2008؛ حيث سجل 236 مدرسة ومكان عمل ومنظمة ممثلةً أكثر من 125,000 طالبٍ وموظفٍ لعمل وقفةً ضد التنمر بالتوقيع وارتداء قميصِ تعهدٍ ورديٍ.

## المستضيف
تستضيف كل مدرسةٍ أو مقر عملٍ أو منظمةٍ مُشارِكةٌ وقفتها بدعمٍ ممنوحٍ من مُنظمي الحدث، ومبادرات مساعدة ضحايا التنمر وهي منظمة كندية المنشأ ملتزمة بتطوير أُسسِ دعمٍ فعالةٍ لضحايا التنمر من خلال مبادرات متنوعة.

## القمصان الوردية
تكون المشاركةَ في الوقفة بالتوقيع وارتداء قميص تعهدٍ ورديًا خاصًا، ويحدد التوقيع وارتداء هذا القميص بنيةَ دعمٍ للضحايا ومضايقاتهم من قبل الأقران.
وكان اختيار اللون بناءً على حملة بدأها ترافيس برايس وديفيد شيبرد وهما طالبان اتخذا وقفةً من أجل زميلِ دراسةٍ لهما كان يتم التنمر عليه لارتدائه قميصًا ورديًا عند ذهابه إلى المدرسة.